# Islamitische visies op niet-moslims
Een niet-moslim is iemand die geen moslim is. Vanuit de islam worden niet-moslims gecategoriseerd in verschillende groepen. Moslims beschouwen monotheïsten van vóór de openbaring van de islam aan Mohammed als een hanif, zoals Adam en Ibrahim.
Binnen de islam wordt ervan uitgegaan dat in de tijd van balaa, de tijd voor de feitelijke schepping, God iedere ziel reeds geschapen had. God vroeg aan de zielen: 'Ben ik niet jullie Heer?'. Daarop antwoordden de zielen: 'Ja, dat bent U!' Hiermee is ieder kind bij zijn of haar geboorte moslim. Na de geboorte bepalen omgeving en de opvoeders of het kind moslim blijft of een andere manier van leven krijgt aangeleerd. In de islam neemt men aan dat dus elk kind wordt geboren met een natuurlijke aanleg om in (één) God te geloven.
Mohammed heeft gezegd: Ieder kind wordt geboren op de natuurlijke aanleg (de islam) en het zijn de ouders die hem tot jood, christen of vuuraanbidder maken. (Overgeleverd in Boechari en Moeslim)
De islamitische visie is dat allen afstammen van dezelfde vader, Adam, gemaakt van aarde, en geschapen door de ene God tot wie ook allen terugkeren. Moslims en niet-moslims zijn daarin niet anders en dienen ook in de dagelijkse praktijk als de burgerlijke wet en plicht gelijk aan elkaar te zijn.

## Geschiedenis
De omgang van de islam met andere godsdiensten is in het verleden zeer verschillend geweest. Op basis van soera De Koe 256 kan het bekeren slechts uit vrije wil en zonder dwang. De religie kent officieel dan ook geen zendingsdrang. Bij de verspreiding van de vroege islam bleef, behalve een elite van Arabische moslims, de onderworpen bevolking in eerste instantie haar oude religie aanhangen. Arabieren konden zich aanvankelijk niet eens voorstellen dat een niet-Arabier moslim wilde worden. Andersgelovigen die desondanks toch tot de nieuwe godsdienst wilden toetreden konden dit slechts na zich te hebben gelieerd aan een Arabische familie. Joden en christenen werden getolereerd als Mensen van het Boek, net als een deel van de hindoes en aanhangers van het zoroastrisme, en kregen een beschermde dhimmi-status.
In tegenstelling tot de houding tegenover de Mensen van het Boek werd een andere houding ingenomen jegens aanhangers van natuurgodsdiensten. Met name Afrikaanse stammen die meerdere goden aanbaden werden hard aangepakt. In Soedan werden ze lange tijd, net als door de christenen, als slaven behandeld. Tussen de 11e en 13e eeuw bekeerden zij zich, deels onder dwang, door het militante optreden van de Almoraviden en de Almohaden.
Volgens het merendeel van de islamitische fiqhgeleerden en theologen verdient een moslim die van het geloof afvalt (ridda), en zich zodoende buiten de islam plaatst, de doodstraf, maar men verschilt van mening of dit gepleegde feit wel voldoende is om een oordeel te vellen en uit te voeren.
Met betrekking tot de kafirs, de ongelovigen, werd in de periode van Mohammeds verblijf in Mekka (610-622) geen jihad gevoerd tegen hen. Mede gezien de getalsmatige verhouding van moslims en niet-moslims was een vreedzame co-existentie noodzakelijk tot de hidjra. In Medina kwam deze strijd echter centraler te staan. Deze jihad behoeft tegenwoordig slechts vervuld te worden als er voldoende deelnemers zijn; moderne radicalen vatten het wel op als een individuele plicht. Volgens verschillende overleveringen dient men voor de aanval de ongelovigen uit te nodigen te erkennen dat er slechts één godheid, dat wil zeggen God, is en Mohammed Zijn profeet, dat wil zeggen vooraf dient een oproep tot bekering gedaan te worden.
In de periode 1960-1980 ontwikkelde zich zelfs een beweging tegen politieke leiders en staatshoofden die niet volgens de sharia regeren; op basis van takfir zouden deze leiders eveneens kafirs zijn. President Sadat van Egypte werd zodoende in 1981 vermoord.
De visie van moslims op niet-moslims in bijvoorbeeld westerse landen is betrekkelijk mild, vergeleken met de visie op moslims die hun geloof vaarwel zeggen. Geloofsafval kan met de dood bestraft worden in onder andere Afghanistan, Iran, Jemen, Mauritanië, Pakistan, Qatar, Saoedi-Arabië, Somalië en de Verenigde Arabische Emiraten.

## Huis van de Islam en Huis van de Oorlog
Binnen een van de klassieke islamitische rechtsscholen, die van het sjafisme, wordt sinds de negende eeuw een onderscheid gemaakt tussen de Dar al-islam en de Dar al-harb, "het Huis van de Islam en het Huis van de Oorlog". De begrippen werden voornamelijk ontwikkeld om een theologische rechtvaardiging te leveren voor de toestand van constante oorlogsvoering tussen het Kalifaat der Abbassiden en het Byzantijnse Rijk. Het Huis van de Islam is het kalifaat zelf. Met het Huis van de Oorlog wordt dat deel van de wereld bedoeld dat nog niet aan het kalifaat is onderworpen en zich tegen die onderwerping militair verzet. De essentie van het Huis van de Islam is niet dat er alleen moslims wonen — die begonnen pas tegen de negende eeuw een meerderheid te vormen — maar dat de oemma, de islamitische geloofsgemeenschap, over het gebied heerst. Volgens het sjafisme is er een geloofsplicht om collectief een (militaire) inspanning ofwel jihad te leveren om het Huis van de Oorlog zoveel mogelijk over te laten gaan in het Huis van de Islam, door middel van een verovering. Deze oorlogstoestand geldt op een collectief niveau. Binnen het Huis van de Islam dient een moslim vreedzaam samen te leven met niet-moslims die het gezag van de oemma aanvaarden. Ook daarbuiten is er voor een individuele moslim geen geloofsplicht geweld te gebruiken tegen niet-moslims. Het is een moslim toegestaan in het Huis van de Oorlog te wonen zolang zijn geloof hiermee niet in gevaar komt. 
Andere rechtsscholen uit die tijd hielden deze tweedeling niet aan en ontkenden dat er een geloofsplicht was om een aanvalsoorlog te voeren. De jihad had dan strikt betrekking op een verdedigingsoorlog. Vanuit de fiqh ontstonden concepten waarmee de relaties met niet-islamitische buurstaten werden gelegitimeerd. Volgens de voorzitter van het Hooggerechtshof in Beiroet, Feisal al Mawlawi, is het concept van dar al-harb en dar al-islam gedateerd en niet meer geldig in deze tijd. Hij duidt westerse landen met islamitische minderheden aan als dar al-da’wa, het land van de verkondiging, omdat moslims hun geloof kunnen belijden en verkondigen.